# Angophora euryphylla
Angophora euryphylla är en myrtenväxtart som först beskrevs av Lawrence Alexander Sidney Johnson och Gregory John Leach, och fick sitt nu gällande namn av Lawrence Alexander Sidney Johnson och K.D.H. Angophora euryphylla ingår i släktet Angophora och familjen myrtenväxter.
Artens utbredningsområde är New South Wales. Inga underarter finns listade i Catalogue of Life.